# Draba ludlowiana
Draba ludlowiana là một loài thực vật có hoa trong họ Cải. Loài này được Jafri mô tả khoa học đầu tiên năm 1956.